# Jardín botánico de Matanzas
El Jardín Botánico de Matanzas es un jardín botánico de 10 hectáreas que se encuentra en Matanzas, Cuba.
Es uno de los jardines botánicos que forman parte de la red del Ministerio de Ciencia, Tecnología y Medio Ambiente encaminado a brindar información sobre los ecosistemas regionales de Cuba.
El código de identificación del Jardín Botánico de Matanzas en el "Botanic Gardens Conservation International" (BGCI) así como las siglas de su herbario es MATAZ.

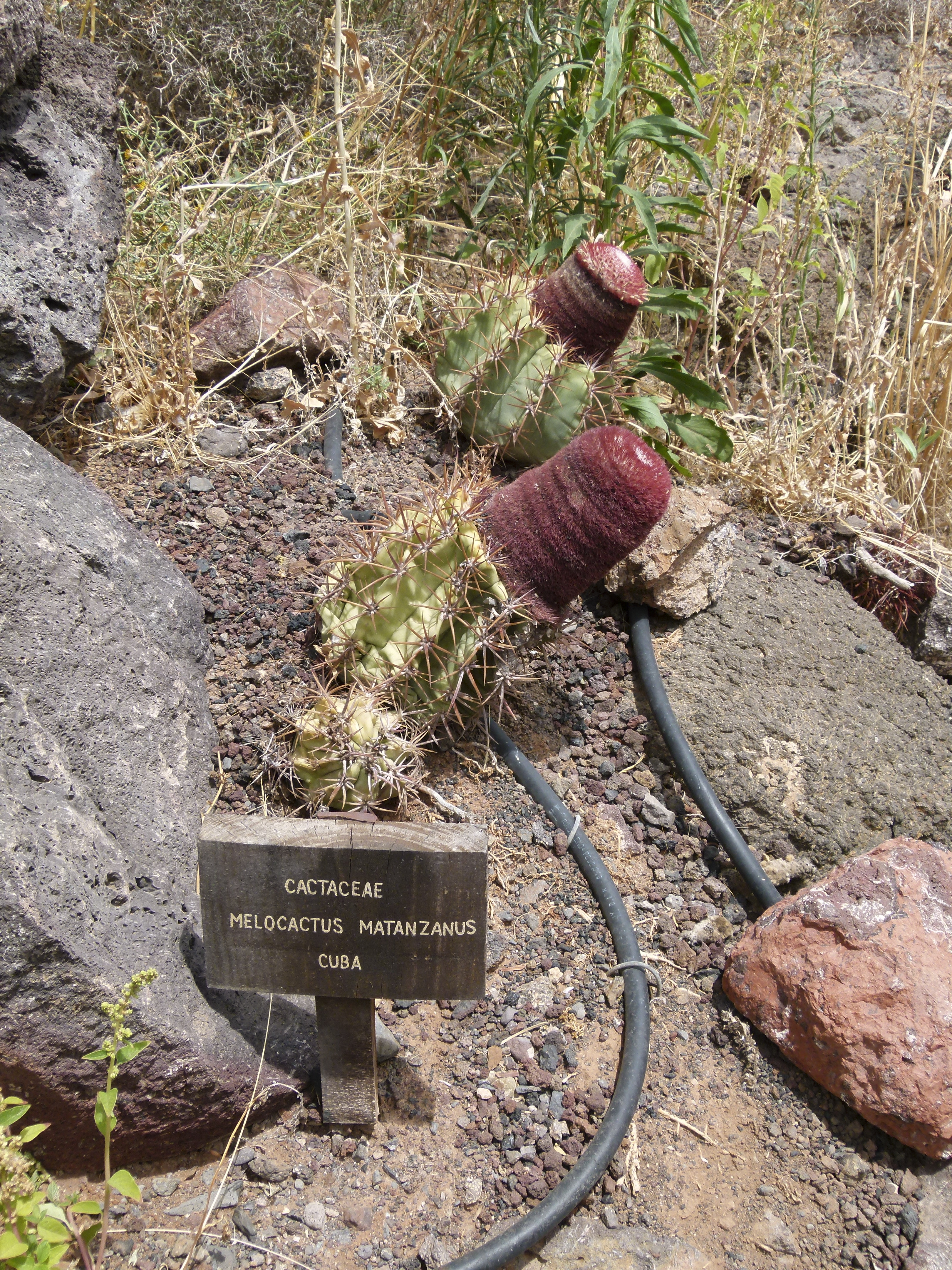
El cactus de especial interés Melocactus matanzanus

## Localización
Se encuentra en la parte noroccidental de la Isla de Cuba en el municipio de Matanzas.
Jardín Botánico de Matanzas, Universidad de Matanzas, Autopista a Varadero km 3, Matanzas CP 44740, Provincia de Matanzas Cuba.
Planos y vistas satelitales.23°03′00.0000″N 081°34′59.8800″O / 23.050000000, -81.583300000

## Historia
La idea de este centro científico germinó en 1978, mediante iniciativa de la doctora Ángela T. Leiva Sánchez entonces directora del Jardín botánico Nacional de Cuba en La Habana, la que fue recibida y desarrollada, con el beneplácito y apoyo de la dirección del Gobierno provincial.
La incansable labor de Ángela Leiva la llevó a integrar importantes organizaciones, entre ellas, la Academia de Ciencias de Cuba; la Asociación Latinoamericana y del Caribe de Jardines Botánicos; la International Association of Botanic Gardens, y en el momento de su deceso desempeñaba la labor de coordinadora de la Red Cubana de Jardines Botánicos.

## Colecciones
El Jardín Botánico de Matanzas forma parte de los 13 existentes de su tipo en Cuba posee más de 800 especies entre plantas medicinales y aromáticas, cactus y suculentas, citrus, así como plantas ornamentales para jardinería.
- Con énfasis la flora cubana de la provincia, alberga especies vegetales endémicas y nativas de Cuba estableciendo estrategias de conservación para especies amenazadas de la flora de Matanzas tal como el Melocactus matanzanus y Coccothrinax borhidiana. Propagación mediante semillas de las especies Acacia daemon, Dendrocereus nudiflorus, Harrisia eriophora, Guettarda undulata y Zamia integrifolia.
- Entre sus variedades existen componentes exóticos definidos como plantas no oriundas del país o de la región en que se encuentran, entre las que se encuentran cactus y suculentas, begonias, citrus.
- Herbario

## Equipamientos
Aún en construcción y proyectos de pronta ejecución se encuentran:
- Centro de visitantes con su mirador, para otear todo el horizonte; la dirección
- Centro científico, con biblioteca, herbario y locales para la investigación
- Residencia científica
- Instalaciones socio administrativas necesarias.